# Roberto Garza
Roberto Garza (* 26. März 1979 in Rio Hondo, Texas) ist ein ehemaliger US-amerikanischer American-Football-Spieler auf den Positionen des Right Guards und des Centers. Er spielte in seiner Karriere bei den Atlanta Falcons und den Chicago Bears in der National Football League (NFL).

## Frühe Jahre
Garza ging in seiner Geburtsstadt Rio Hondo, Texas, auf die Highschool. Später besuchte er die Texas A&M University–Kingsville.

## NFL

### Atlanta Falcons
Garza wurde im NFL-Draft 2001 in der vierten Runde an 99. Stelle von den Atlanta Falcons ausgewählt. Bei den Falcons blieb er vier Jahre, in denen er zu meist nicht zum Stammpersonal gehörte, jedoch seine Einsatzzeiten bekam.

### Chicago Bears
Vor der Saison 2005 unterschrieb er einen Einjahresvertrag bei den Chicago Bears. Nach der Saison unterschrieb er einen Sechsjahresvertrag bei den Bears. Er spielte anfangs größtenteils auf der Position des Right Guards bei den Bears. Erst ab der Saison 2011 spielte er wieder auf seiner angestammten Position als Center. Nachdem er am 2. April 2015 endgültig von den Bears entlassen wurde, beendete er seine Karriere.

## Verschiedenes
Garza wurde Cover-Athlet bei der spanischen Version von Madden NFL 09.